# 横浜市立青葉台中学校
横浜市立青葉台中学校（よこはましりつあおばだいちゅうがっこう）は、神奈川県横浜市青葉区青葉台二丁目にある公立中学校。

## 概要
1973年4月に開校。学校の教育目標（校訓）は「自由と規律」。
公立中学校としては珍しい私服制である。これは本校が横浜市立田奈中学校と谷本中学校の一部生徒が合流して開校したことに由来しており、2年間かけて生徒会や保護者会合において議論を行った結果、制服については特に制定せず、基本的に保護者が責任を持った上で、生徒自身が中学生らしい服装を考えて判断し着用するという方針が定まった。

## 沿革
- 1972年（昭和47年）2月1日 - 横浜市立田奈中学校と谷本中学校が青葉台方面に中学校を開校するための準備委員会を設置[2]。
- 1973年（昭和48年）
  - 4月3日 - 開校式及び祝賀会を挙行[2]。
  - 11月2日 - この日を開校記念日とした[3]。
- 1975年（昭和50年）1月21日 - 通学服を私服とすることを決定、同年4月より実施[3]。
- 1982年（昭和57年）4月1日 - 横浜市立もえぎ野中学校を分離する[3]。

## 主な進学高校
2005年度からの学区撤廃以前は『横浜北部学区』に属していた。
- 神奈川県立市ヶ尾高等学校
- 神奈川県立荏田高等学校
- 神奈川県立川和高等学校
- 神奈川県立霧が丘高等学校
- 神奈川県立新栄高等学校
- 神奈川県立田奈高等学校
- 神奈川県立白山高等学校
- 神奈川県立元石川高等学校